# Mossautal
Mossautal este o comună din landul Hessa, Germania.